# Kosmos 2504
Kosmos 2504, ruski satelit iz programa Kosmos. Vrsta je Nivelir (br. 3), a vrsta i namjena bile su neko vrijeme nepoznate i tajnovite.
Lansiran je 31. ožujka 2015. godine u 13:47 s kozmodroma Pljesecka s mjesta 133/3. Lansiran je u nisku orbitu oko planeta Zemlje raketom nosačem Rokotom-Briz-KM 11A05. Orbita je 1171 km u perigeju i 1504 km u apogeju. Orbitne inklinacije je 82,49°. Spacetrackov kataloški broj je 40555. COSPARova oznaka je 2015-020-D. Zemlju obilazi u 115,85 minuta. Mase je oko 50 kg.
Aktivno manevrira. Smatra se za nj da je kao i Kosmos 2491 i Kosmos 2499. Postoji mogućnost da mu je namjena biti satelit-inspektor, a Pentagon ga je nazvao "satelitom-ubojicom".
Lansiran je skupa s trima satelitima Gonjecom-M 11, Gonjecom-M 12 i Gonjecom-M 13.
Za napajanje je opremljen solarnim ćelijama i baterijama.
Razgonski blok Briz-KM No. 72526 14S45 ostao je u niskoj orbiti oko Zemlje.

## Vanjske poveznice
- N2YO.com Search Satellite Database (engl.)
- Celes Trak SATCAT Format Documentation (engl.)
- Kunstman  Arhivirana inačica izvorne stranice od 12. kolovoza 2019. (Wayback Machine) Satellites in Orbit (engl.)